# العلاقات اللاوسية الليختنشتانية
العلاقات اللاوسية الليختنشتانية هي العلاقات الثنائية التي تجمع بين لاوس وليختنشتاين.

## مقارنة بين البلدين
هذه مقارنة عامة ومرجعية للدولتين:
| وجه المقارنة                                              | لاوس        | ليختنشتاين                                 |
| --------------------------------------------------------- | ----------- | ------------------------------------------ |
| المساحة (كم2)                                             | 236.80 ألف  | 16                                         |
| عدد السكان (نسمة)                                         | 6.86 مليون  | 37.47 ألف                                  |
| الكثافة السكانية (ن./كم²)                                 | 28.97       | 234.19 ألف                                 |
| العاصمة                                                   | فيينتيان    | فادوتس                                     |
| اللغة الرسمية                                             | اللغة اللاو | اللغة الألمانية                            |
| العملة                                                    | كيب لاوي    | فرنك سويسري                                |
| الناتج المحلي الإجمالي (بليون دولار)                      | 16.85 مليار | 6.29 مليار                                 |
| الناتج المحلي الإجمالي (تعادل القوة الشرائية) بليون دولار | 38.71 مليار |                                            |
| الناتج المحلي الإجمالي الاسمي للفرد دولار أمريكي          | 1.82 ألف    |                                            |
| الناتج المحلي الإجمالي للفرد دولار أمريكي                 |             |                                            |
| مؤشر التنمية البشرية                                      | 0.575       | 0.908                                      |
| رمز المكالمات الدولي                                      | +856        | +423                                       |
| رمز الإنترنت                                              | .la         | .li                                        |
| المنطقة الزمنية                                           | ت ع م+07:00 | توقيت وسط أوروبا، ت ع م+01:00، ت ع م+02:00 |

## منظمات دولية مشتركة
يشترك البلدان في عضوية مجموعة من المنظمات الدولية، منها:
| علم المنظمة | اسم المنظمة                   | تاريخ انضمام لاوس | تاريخ انضمام ليختنشتاين |
| ----------- | ----------------------------- | ----------------- | ----------------------- |
|             | منظمة الشرطة الجنائية الدولية | ?                 | ?                       |
|             | منظمة حظر الأسلحة الكيميائية  | ?                 | ?                       |
|             | الأمم المتحدة                 | 14 ديسمبر 1955    | 18 سبتمبر 1990          |